# ديفيد هنري مونتجومري
ديفيد هنري مونتجومري (بالإنجليزية: David Henry Montgomery)‏ هو مؤرخ أمريكي، ولد في 7 أبريل 1837، وتوفي في 28 مايو 1928.